# Leste Potiguar
Leste Potiguar è una mesoregione del Rio Grande do Norte in Brasile.

## Microregioni
È suddivisa in 4 microregioni:
- Litoral Nordeste
- Litoral Sul
- Macaíba
- Natal